# Sylvisorex pluvialis
Sylvisorex pluvialis is een spitsmuis uit het geslacht Sylvisorex.

## Kenmerken
S. pluvialis is een middelgrote spitsmuis met een vrij korte staart die voor ongeveer de helft met borstelharen bekend is. De rugvacht is bruingrijs, de buikvacht vuilwit. De oren zijn klein en rond. De kop-romplengte bedraagt 74 mm, de staartlengte 67 mm, de achtervoetlengte 14 mm en het gewicht 5 g.

## Verspreiding
Deze soort komt voor in het nationale park Korup (Zuidwest-Kameroen) en in Kongana in het zuidwesten van de Centraal-Afrikaanse Republiek. De soortnaam is afgeleid van het Latijnse woord pluvia "regen" en verwijst naar de vele regen in Korup. In Korup werd deze soort samen met Crocidura dolichura en Sylvisorex johnstoni gevonden.